# Eos (zoologia)
Eos Wagler, 1832 è un genere della famiglia degli Psittaculidi.

## Descrizione
La colorazione base è un rosso intenso, a cui si sovrappongono segni blu-viola-neri più o meno marcati a seconda della specie. Gli adulti hanno un coloratissimo becco arancio, grigio aranciato nei giovani, e zampe grigio scuro. Nessuna specie mostra evidente dimorfismo sessuale.

## Tassonomia
Comprende le seguenti specie:
- Eos histrio (Statius Müller, 1776) - lori rossoblu
- Eos squamata (Boddaert, 1783) - lori colloviola
- Eos bornea (Linnaeus, 1758) - lori rosso
- Eos reticulata (S.Müller, 1841) - lori strieblu
- Eos cyanogenia Bonaparte, 1850 - lori alinere
- Eos semilarvata Bonaparte, 1850 - lori guanceblu

## Allevamento
Si tratta di un gruppo di animali molto belli, eccellenti volatori, chiassosi e allegri che quindi dovrebbero essere alloggiati in voliera per poterne gustare appieno l'esuberante comportamento. Eos bornea è il più diffuso e allevato in cattività.